# Rewards for Justice

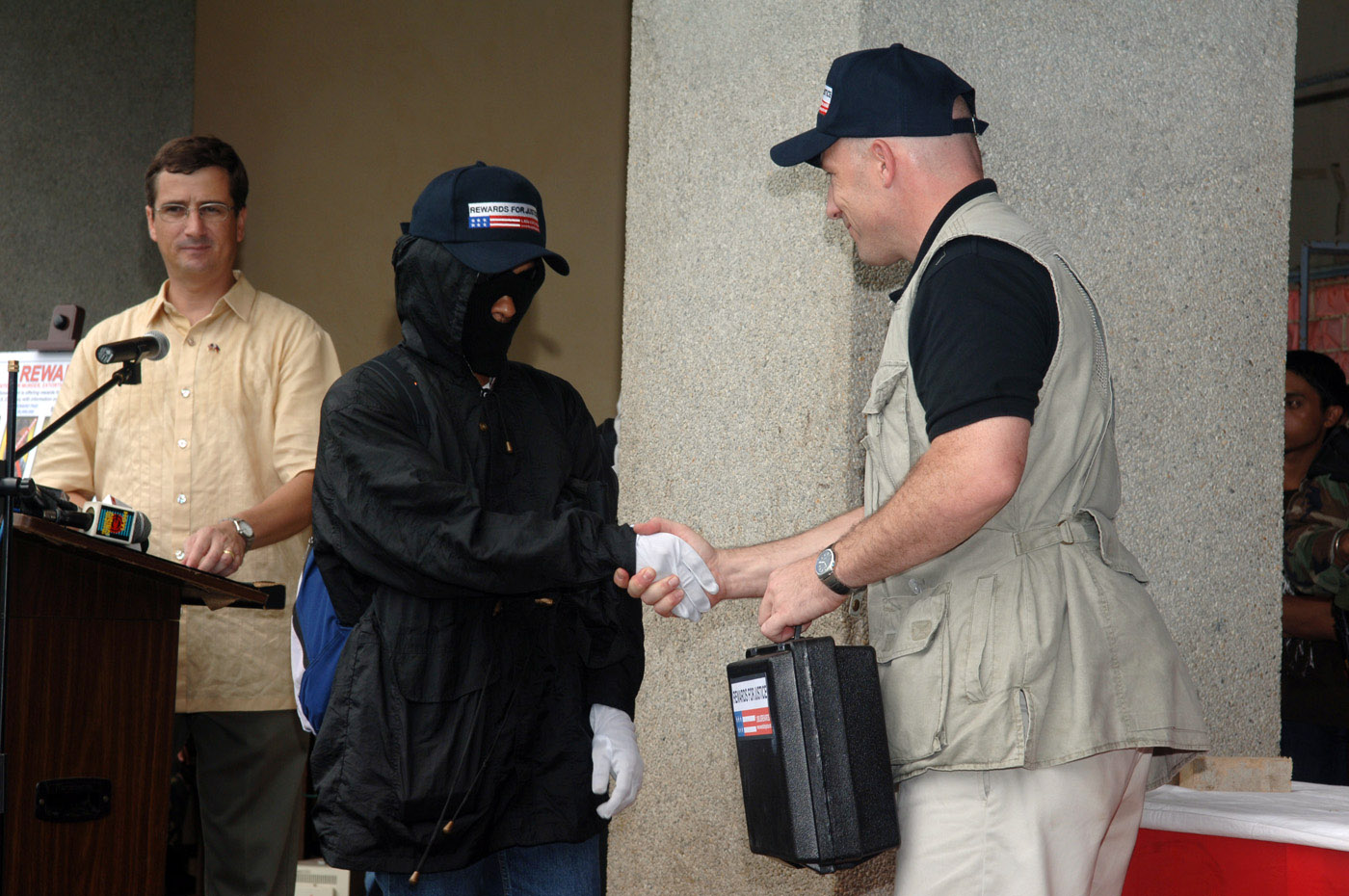
Un représentant du département d'État donne publiquement la récompense due à un informateur. Ses informations ont mené à la mort de Khadaffy Abubakar Janjalani et de Jainal Antel Sali, Jr., leaders du groupe terroriste philippin Abu Sayyaf.

Rewards for Justice (RFJ) est le programme antiterroriste du Diplomatic Security Service (DSS). Le Secrétaire d'État des États-Unis, chef du département d'État chargé des Affaires étrangères, offre des récompenses pour toute information qui empêche ou mène à la résolution de crimes terroristes internationaux.  Ce programme a déjà versé plus de 100 millions de dollars.